# Dolomit (minerał)

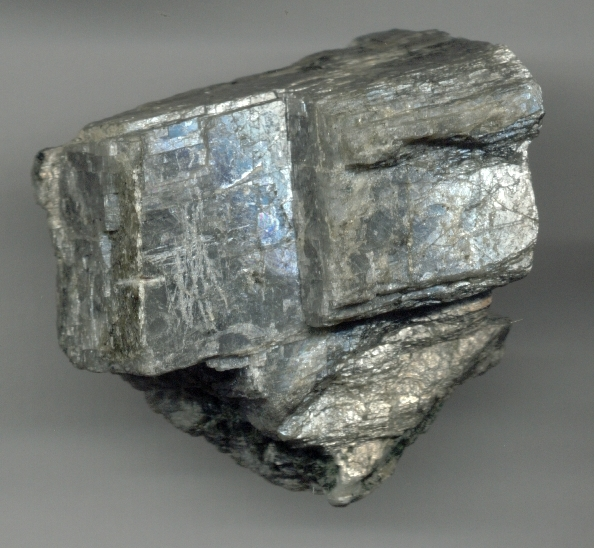
Dolomit

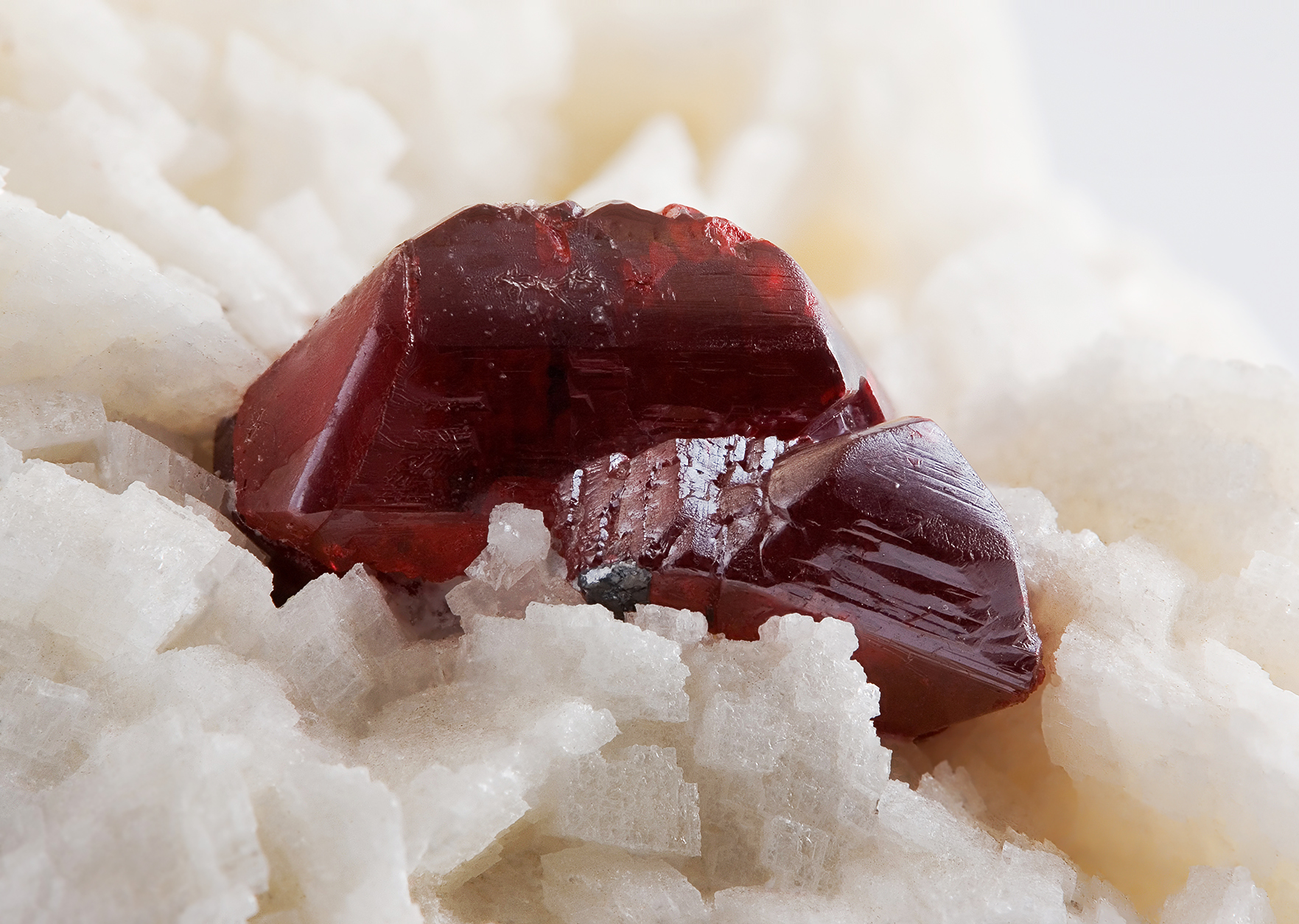
Cynober na dolomicie

Dolomit – minerał z gromady węglanów.
Nazwa pochodzi od nazwiska francuskiego badacza Alp, mineraloga Deodata de Dolomieu, który w 1791 r. po raz pierwszy wyodrębnił ten minerał.

## Charakterystyka

### Właściwości
Tworzy kryształy izometryczne (romboedry siodełkowato wygięte do góry), czasami tabliczkowe lub słupkowe. Występuje w skupieniach ziarnistych, zbitych, naskorupień, żyłek i szczotek krystalicznych. Tworzy pseudomorfozy po innych minerałach. Jest kruchy, przezroczysty, wykazuje luminescencję: pomarańczową, zieloną, żółtą, brązową, białą, kremową. Zawiera domieszki: manganu, kobaltu, ołowiu, cynku. Opornie rozpuszcza się w zimnym kwasie solnym; po sproszkowaniu i podgrzaniu silnie reaguje („burzenie”). Główny składnik skały osadowej o tej samej nazwie.

### Występowanie

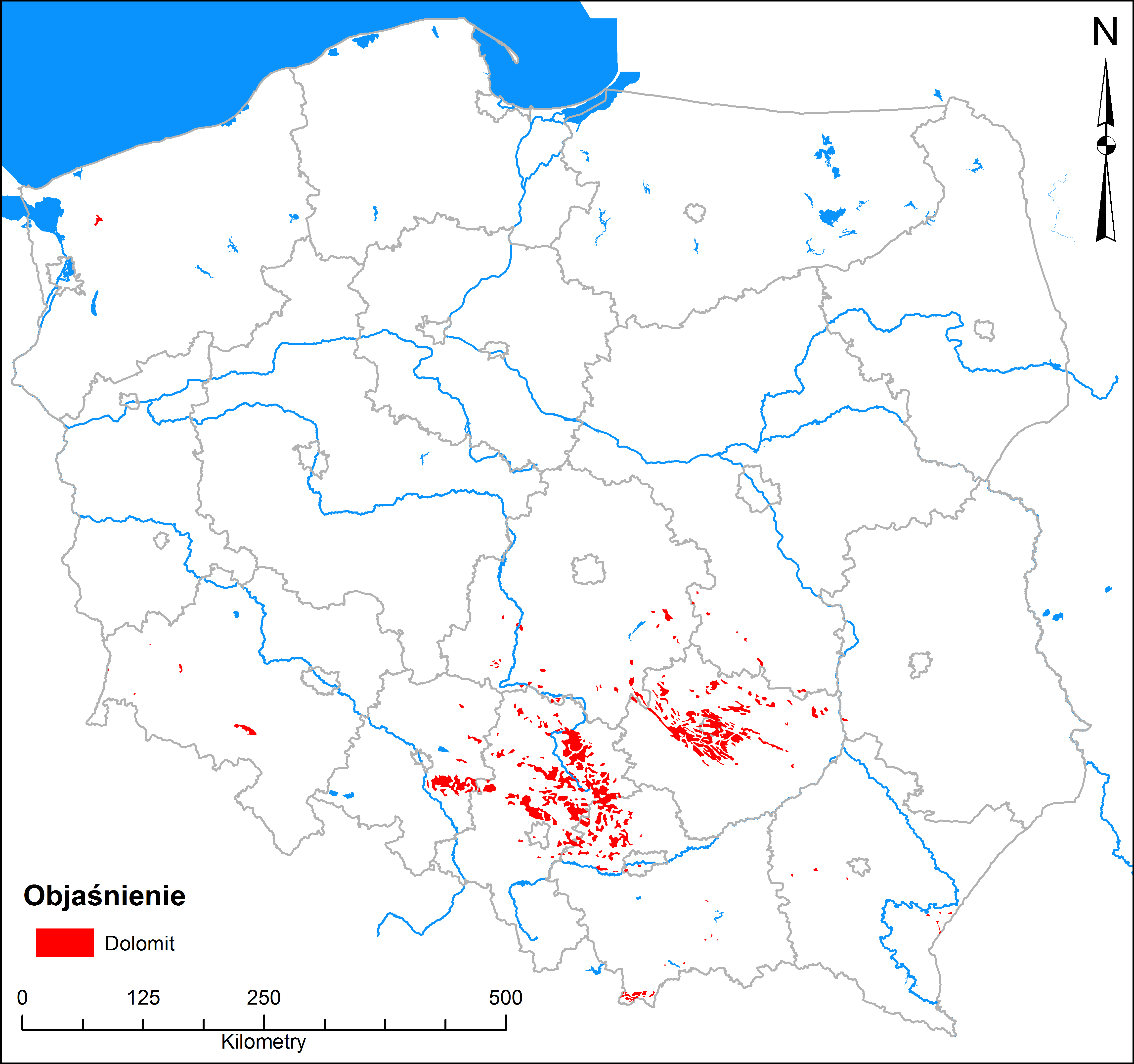
Złoża dolomitu w Polsce

Występuje w niskotemperaturowych utworach hydrotermalnych, żyłach kruszcowych, w skałach metamorficznych (marmurach dolomitowych). W skałach osadowych jest produktem metasomatozy (dolomityzacji) skał wapiennych, a także sedymentacji chemicznej i biologicznej. Skały dolomitowe powstały z morskich wapieni, które zostały przeobrażone przez bogatą w magnez wodę (atomy magnezu zastąpiły część atomów wapnia). Współwystępuje z kalcytem, kwarcem, pirytem, sfalerytem, galeną.
Miejsca występowania:
- Na świecie: Austria, Niemcy, Włochy, Słowenia, Szwajcaria, Rumunia, Jugosławia, Kanada, USA, Meksyk.

- W Polsce: występuje w Małopolsce – w Tatrach (Dolina Białego, Dolina Kościeliska, Dolina Chochołowska), w Górach Świętokrzyskich, duże wystąpienia są na Wyżynie Krakowsko-Częstochowskiej oraz na Dolnym Śląsku – w Sudetach (Masyw Śnieżnika, Krowiarki).

### Zastosowanie
- w czystej postaci jest wykorzystywany jako ruda magnezu (13,3% Mg – do lekkich stopów);
- materiał budowlany (do wytwarzania specjalnego cementu);
- surowiec dla przemysłu ceramicznego;
- ma zastosowanie w metalurgii;
- do produkcji materiałów ogniotrwałych;
- do produkcji nawozów mineralnych (nawóz wapniowo-magnezowy do odkwaszania gleb);
- materiał dekoracyjny i kolekcjonerski;
- wykorzystywany w medycynie jako suplement wapnia i magnezu[1].